# 젠더폭력
젠더폭력은 젠더에 기반한 폭력을 말한다. 신체적, 정신적, 성적 폭력 등으로 나타난다. 여성을 향한 여성폭력, 남성을 향한 남성폭력, 그리고 성소수자를 향한 성소수자에 대한 폭력 등이 있다. 성폭력, 가정폭력 등이 대표적 형태이다.

## 개요
현재 사회에서는 여성을 향한 폭력 뿐만 아니라 모든 성을 향해 공통적으로 일어나는 현상이며, 군대 내에서 성폭력의 대상이 되는 남성들도 상당수인데 이들도 젠더폭력 피해자의 예가 될 수 있다.
젠더폭력은 일상적으로 발생하는 범죄로서, 피해자가 국민의 인권을 보호해야 하는 '사법기관이나 국가 공무원'에 의해 제2차 피해를 당하는 일도 종종 발생한다. 법정에서 판사가 강간 생존자로 하여금 강간범과 결혼하라고 한 경우가 대표적인 예이다. 또 강간범이 강간 피해자와 결혼하기로 합의하면 강간 혐의를 벗겨 준다거나 강간 피해자에 대해 명예살인을 저지른 부모나 친지를 두고 감형을 해주는 경우도 이에 해당된다.
유엔은 1993년 12월 12일 총회에서 만장일치로 ‘여성에 대한 폭력 철폐 선언’을 채택했다. 이 선언은 '여성에 대한 폭력'은 남녀 간 불평등한 힘의 관계에서 발생해 여성의 종속적 지위를 고착시키고 여성 인권과 기본적 자유를 침해하는 것이기 때문에 여성차별철폐협약에서 말하는 여성 차별에 해당된다고 밝혔고, 여성폭력 사건을 조사·처벌하고 법을 집행할 책임 있는 공직자들이 여성의 입장을 이해하기 위한 성인지적 훈련을 받도록 조치할 것도 요구했다. 대한민국은 1990년대부터 젠더폭력을 방지하고 피해자를 보호하기 위한 다양한 특별법을 시행하였다.

## 관련 서적
- Shadow Pins. 《SP-01: 비평적 개인으로서의 피해자를 위한 젠더 폭력 법적 대응 안내서》. Shadow Pins. 2016년.[13][14][15]

## 관련 기사
- 박성환. (죽음 부르는 데이트 폭력①)'사랑'아닌 '범죄'…5년간 467명 목숨 잃어. 뉴시스. 2017년 3월 21일.
- 김지혜. 스스로를 '마녀'라 부르는 그녀..성폭력 마녀사냥에 맞서다. 경향신문. 기사입력 2018년 3월 29일. 기사수정 2018년 3월 30일. 
 박다해. 성폭력 생존자가 피해자 조력.."미투 이후 연대 확실히 늘었다". 한겨레. 2019년 1월 28일.